# Daisy Bates (militante politique)
Pour les articles homonymes, voir Daisy Bates (homonymie) et Bates.
Daisy Lee Gatson Bates, née le 11 novembre 1914 à Huttig dans l'État de l'Arkansas et morte le 4 novembre 1999 à Little Rock dans l'Arkansas, est une journaliste, directrice de publication et militante américaine du mouvement des droits civiques, connue pour ses interventions pour faire aboutir l'égalité des droits civiques dans les écoles publiques de Little Rock. Elle est, avec son mari L. C. Bates (en), la cofondatrice de l'hebdomadaire l'Arkansas State Press (en) traitant des droits civiques et des problèmes propres aux Afro-Américains.

## Biographie

### Jeunesse et formation

#### Une date de naissance incertaine
La date de naissance de Daisy Bates est incertaine, selon les sources, elle est née en 1914, 1920 voire 1922, il est devenu d'usage de retenir la date figurant  sur son certificat de naissance qui indique celle du 11 novembre 1914. Ces hésitations sont liées notamment au peu de cas qu'accordaient les officiers d'état-civil de l’Arkansas aux Afro-Américains et plus spécialement envers les plus pauvres.  

#### Un environnement familial tragique
Daisy est née à Huttig, un village surnommé Sawmill Town (« la ville de la scierie ») car l'ensemble de la population travaille pour l'Union Saw Mill Company. 
Daisy est la fille naturelle de John Gatson, un charpentier et de Millie Riley. Alors que Daisy est âgée de quelques mois, sa mère est agressée, violée puis assassinée par trois hommes blancs locaux, parce qu'elle refusait leurs avances sexuelles, et son corps est jeté dans un étang voisin. Son père redoutant, lui aussi, de se faire assassiner, fuit, confiant Daisy à des amis. C'est ainsi que Daisy est adoptée par Orlee Smith, un vétéran de la Première Guerre mondiale qui travaille comme bûcheron à l'Union Saw Mill Company, et son épouse Susie Smith. Daisy ne reverra pas son père. Sa mère étant noire, la police a très vite classé l'affaire, les meurtriers ne seront jamais inquiétés,,,,.
Daisy grandit dans le village de Huttig en croyant qu'Orlee Smith est son père. Huttig comme d'autres villages de l'Arkansas est coupé en deux, d'un côté le quartier "blanc" (la White Town) avec ses maisons coquettes, de l'autre côté le quartier des "Nègres" (la Negra Town), avec ses cabanes, ses rues boueuses et sans nom. Son oncle comme les autres Afro-Américains travaille pour la scierie du quartier "noir". Daisy, fait l'expérience de la ségrégation au sein de l'enseignement primaire, les enfants blancs ont droit à une école avec des classes spacieuses et un beau parc, tandis que les enfants afro-américains ont droit à une école avec deux salles de cours, dotés de livres scolaires d'occasion et d'un poêle inadapté pour se chauffer l'hiver, pour la salle de cinéma les Afro-américains sont cantonnés aux deux derniers rangs, il y a une église pour les Blancs et une autre pour les Afro-Américains,.
Daisy apprend la tragédie qui a frappé ses parents biologiques à ses huit ans par un garçon de son voisinage, et le peu de cas que les autorités ont porté sur ce meurtre ; à la suite de ces révélations, elle décide de consacrer sa vie à la lutte contre les injustices liées au racisme et à la ségrégation raciale,,. 
Sa détermination est renforcée par son vécu d’étudiante au sein des écoles ségréguées et par une anecdote, alors qu'elle faisait la queue dans une boucherie tenue par un blanc. Quand vint son tour, le boucher lui rétorque : « je m'occuperai des Nègres quand j'aurai fini de servir les Blancs »,.
Elle est également décidée à retrouver les assassins de sa mère. À ses neuf ans, elle en retrouve un, connu pour être un alcoolique notoire surnommé Drunken Pig (« cochon d’ivrogne »), le traque, le harcèle pour connaître la vérité, mais il décède des suites de son alcoolisme sans avoir véritablement avoué sa participation au crime. Elle recherche les deux autres assassins en vain.

#### Une promesse déterminante
Sa haine des Blancs l'envahit, au point d'inquiéter son père adoptif, Orlee Smith, qui lui fait promettre sur son lit de mort de renoncer à sa haine des Blancs, qui la détruit, pour la remplacer par la dénonciation des discriminations, des insultes et des humiliations commises envers les Afro-Américains. Cette supplique prend racine dans son cœur et l’aide à surmonter sa haine, à trouver des moyens de faire avancer l’émancipation des personnes ségréguées et discriminées. C'est ainsi qu'elle va devenir au fil du temps une figure majeure des combats en faveur des droits civiques.

### Carrière

#### La fondation de l'Arkansas State Press
En 1931, elle fait la connaissance de Lucius Christopher Bates dit  L. C. Bates (en), un ami de ses parents adoptifs, qui est alors marié avec Kassandra Crawford.  Il divorce et commence une liaison amoureuse avec Daisy quand elle a 17 ans. Le couple se marie le 4 mars 1942 à Fordyce, dans l'Arkansas. Lucius lui fait part de son projet de création d'un journal, qu'elle accepte à condition que ce journal n'hésite point à « secouer le cocotier », à sortir du « pas de vagues » (don’t rock the boat attitude) habituel de la presse afro-américaine. L'un comme l'autre sont membres de la National Association for the Advancement of Colored People. C'est ainsi qu'en 1941 elle participe à la fondation de  l'Arkansas State Press (en), un hebdomadaire dont le premier numéro sort le 9 mai 1941. Au bout de quelques mois le journal compte 10 000 abonnés. À l'époque, ce journal est le seul à être uniquement consacré au mouvement des droits civiques. En 1945 le journal compte 20 000 lecteurs. Daisy comme son mari y occupent de multiples fonctions : éditeurs, rédacteurs en chef et journalistes. La notoriété du journal, figure de proue de l’information relative aux différentes manifestations des droits civiques et de la couverture des actes de terreur commis sur les Afro-Américains, font qu'en 1952 la National Association for the Advancement of Colored People (NAACP) élit Daisy Bates présidente de sa section (chapter) de l’Arkansas,,,.
Désormais à la tête de la NAACP de l’Arkansas, Daisy Bates va se faire connaître grâce à ses combats pour les droits civiques.

#### L'arrêt347 U.S. 483de la Cour suprême des États-Unis

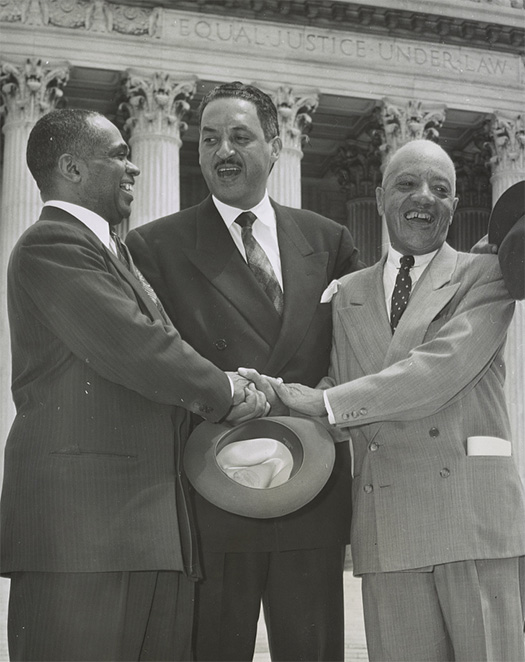
George Edward Chalmer Hayes, Thurgood Marshall et James Nabrit Jr. en 1954, se félicitant d'avoir gagné le cas Brown v. Board of Education

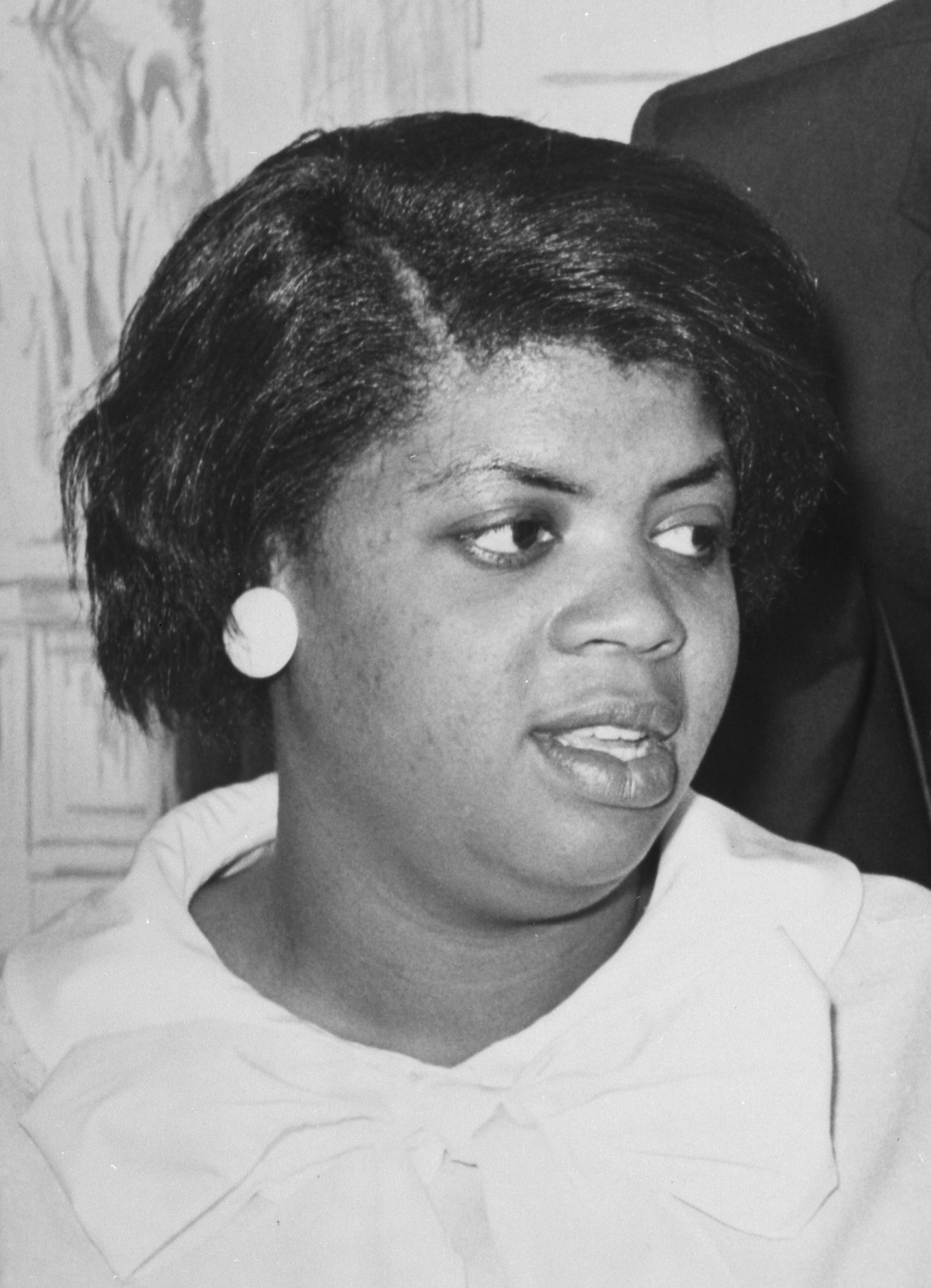
Linda Brown

Le 9 décembre 1952, le père d’une écolière afro-américaine, Linda Brown, saisit la Cour suprême des États-Unis. S’appuyant sur le Quatorzième amendement de la Constitution des États-Unis, il dénonce le refus d’inscription que sa fille s’était vu opposer de la part d’une école pour élèves blancs et conteste la décision de justice prononcée en première instance en faveur des services d’éducation de la ville de Topeka (dans l'État du Kansas). La Cour suprême accepte son appel. Le 17 mai 1954, après de longs débats et au terme de dix-huit mois de procédure, elle rend l’arrêt 347 U.S. 483, mieux connu sous le nom de Brown v. Board of Education, par lequel elle déclare inconstitutionnelle la ségrégation raciale dans les écoles publiques,,,.
Daisy Bates est alors pleinement sollicitée dans chacune de ses deux activités professionnelles et civiques. En tant que présidente de la section de la NAACP de l’Arkansas, elle est un soutien précieux pour son homologue du Kansas et une alliée de choix vis-à-vis de Thurgood Marshall, l'avocat chargé de représenter la NAACP, et en tant que rédactrice en chef de l'Arkansas State Press, elle a la tâche de couvrir l’événement que constitue et ses développements,,.

#### Les Neuf de Little Rock

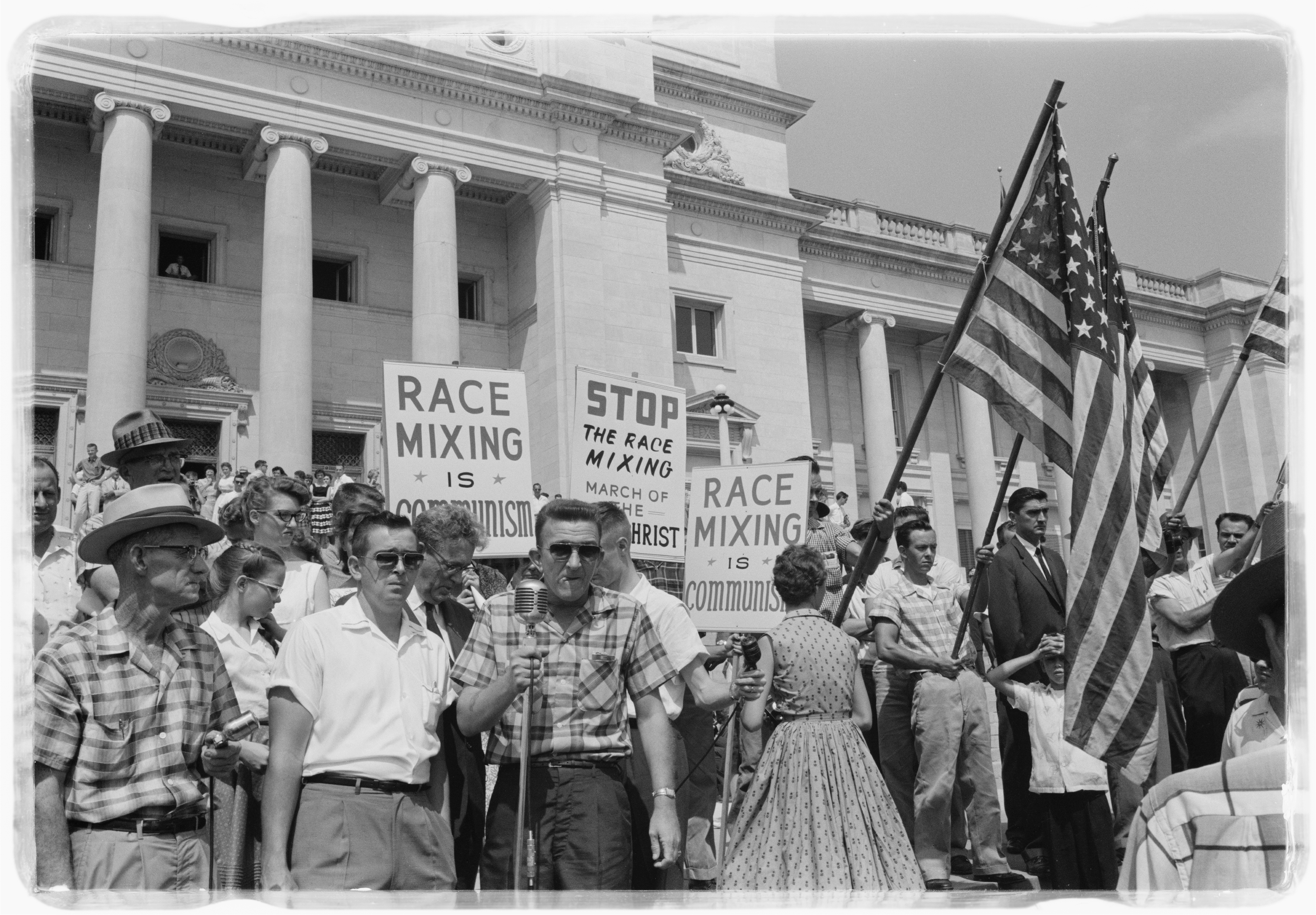
Little Rock, 1959

L'Arkansas, comme d'autres états du Sud, refuse d'appliquer l'arrêt de la Cour suprême. C'est dans ce contexte que Daisy Bates va s'imposer comme figure majeure du mouvement des droits civiques,.
Son combat pour la déségrégation des écoles va culminer le 2 septembre 1957, avec le refus de la Little Rock Central High School d'accepter neuf étudiants afro-américains : Minnijean Brown-Trickey, Elizabeth Eckford, Gloria Ray Karlmark, Melba Pattillo Beals, Thelma Mothershed-Wair, Ernest Gideon Green (en), Jefferson Thomas, Terrence Roberts (en) et Carlotta Walls LaNier (en).  Afin que les étudiants ne puissent accéder à l'établissement d'enseignement secondaire le gouverneur Orval Faubus mobilise la Garde nationale de l'Arkansas. Cette crise, qui va durer trois semaines, entre dans l'histoire sous le nom des Little Rock Nine / les Neuf de Little Rock,,,,.
Le 4 septembre 1957, le juge fédéral ordonne l'ouverture de la Central High School aux Neuf, en vain, la Garde nationale et une foule hostile empêche de nouveau l'entrée des adolescents. Le 9 septembre, Martin Luther King alors président de la Montgomery Improvement Association (en), écrit au président Eisenhower pour qu'il puisse trouver une solution rapide au conflit. Woodrow Wilson Mann (en), le maire de Little Rock favorable à la déségrégation, alerte alors le président Dwight D. Eisenhower. Face à cette crise le président Eisenhower négocie avec le gouverneur Orval Faubus et Woodrow Mann pour trouver une solution à l’amiable, mais les pourparlers aboutissent à une impasse. Le 23 septembre, Woodrow Mann envoie un télégramme au président Eisenhower pour qu'il fasse intervenir les troupes fédérales pour faire appliquer la loi,, télégramme dans lequel il dénonce les agitateurs menés par un stipendié d'Orval Faubus, Jimmy Karam. Le 24 septembre, le conflit connait un premier dénouement lorsque le président D.W. Eisenhower dessaisit le Gouverneur Faubus de toute autorité sur la garde nationale et renvoie celle-ci à ses cantonnements. Il envoie alors la 101e division aéroportée pour escorter et protéger les Neuf dans l'enceinte de la Little Rock Central High School, afin de faire appliquer la loi. Durant ces événements Daisy est la porte-parole des Neuf, elle les accompagne pour entrer à la Central High School, et écrit des articles qui feront des Neuf une affaire internationale,,.
Le 17 décembre, elle alerte Roy Wilkins, le secrétaire général du NAACP pour lui faire part des difficultés que rencontrent les Neuf des Little Rock, depuis le 25 septembre, par exemple, Melba Pattillo Beals est régulièrement agressée, Gloria Ray Karlmark est bannie des activités extra-scolaires, Minnijean Brown-Trickey est exclue des fêtes de Noël, etc.. Face à la violence des suprémacistes blancs, elle met à l'abri les Neuf chez elle.
Son engagement sera récompensé par la NAACP qui lui décerne la Médaille Spingarn, mais possède également son revers, de nombreux annonceurs blancs de l'Arkansas State Press se retirent, le dernier numéro sort le 29 octobre 1959,.

#### La collaboration avec Martin Luther King

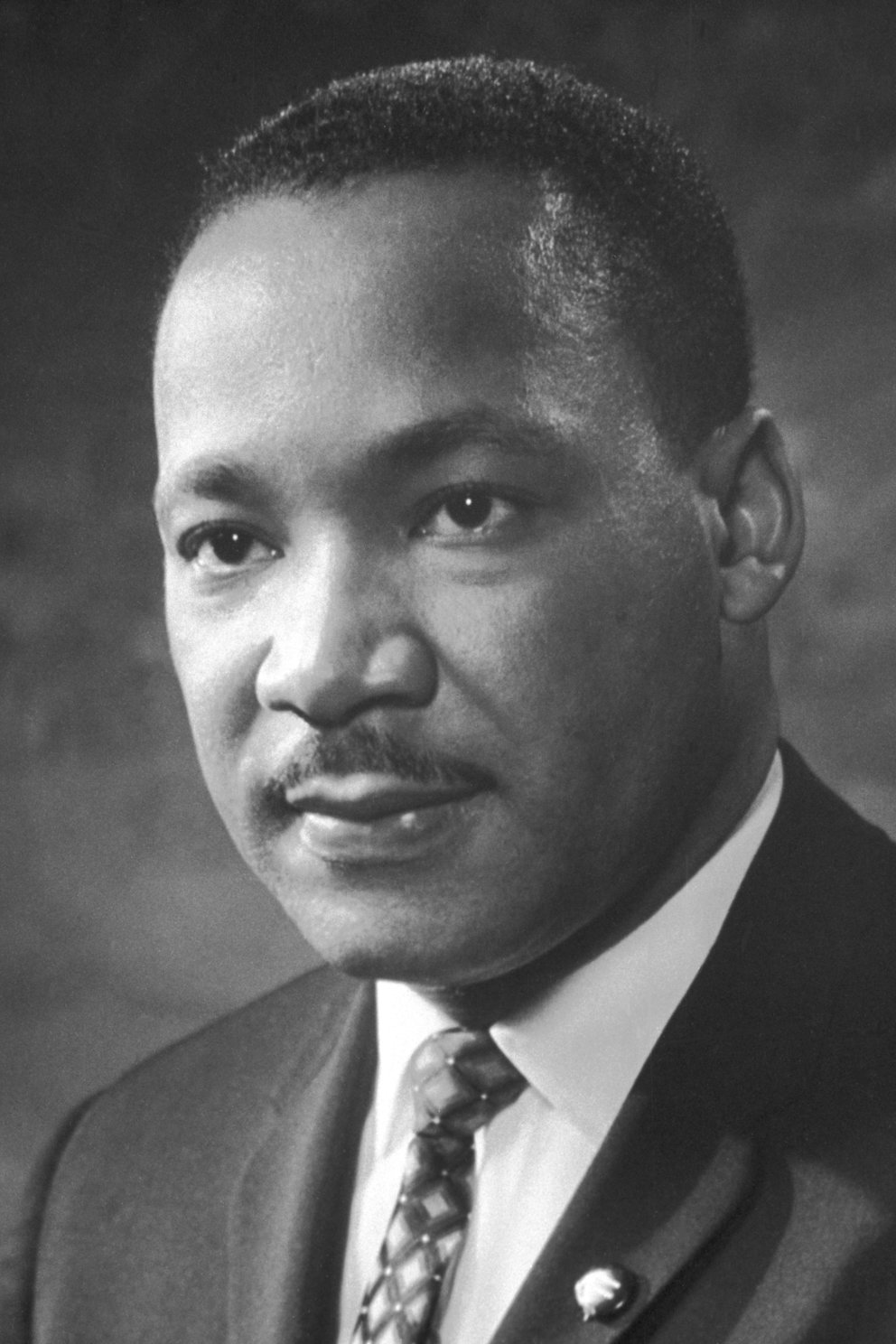
Martin Luther King, Jr.

Le 1er juillet 1958, Martin Luther King ayant apprécié les actions de Daisy, l'invite à prononcer un discours à l'occasion du Women's Day qui se tiendra le 12 octobre 1958. Lors de la Marche sur Washington pour l'emploi et la liberté du 28 août 1963, elle fait partie des six femmes invitées aux côtés de Diane Nash Bevel, Rosa Parks, Myrlie Evers-Williams, Gloria Richardson (en) et Prince Estella Melson Lee la veuve d'Herbert Lee (en),,. Elle tient un discours de 142 mots passé à la postérité sous le titre de What Price Freedom / Quelle est la valeur de la liberté, discours d'espérance, appelant les Blancs à prendre conscience de la valeur de la liberté qu'ils ne peuvent connaître tant qu'ils continueront à exercer les violences ségrégationnistes,.

#### L'engagement chez les Démocrates
En 1962, après la parution de son livre The Long Shadow of Little Rock, elle travaille pour le Comité national démocrate, puis pour le président Lyndon B. Johnson comme consultante pour des projets de lutte contre la pauvreté, mais en 1965, à la suite d'un infarctus elle se retire de la vie politique.

#### Les dernières années
En 1968, elle et son mari emménagent à la petite ville de Mitchellville où ils dirigent l'Office pour l'égalité des installations de voies et réseaux divers, notamment un programme de réseau d'aqueducs et de nouveaux réseaux d'égouts, d'un centre communautaire et du pavement des rues. Après la mort de son époux en 1980, elle retourne à Little Rock et relance en 1984 l'Arkansas State Press pour finalement le vendre en 1988.
Daisy décède le 4 novembre 1999 à l’hôpital de Little Rock, des suites d'accidents vasculaires cérébraux à répétition. Sa dépouille est exposée au second étage de la rotonde du Capitole de l'État de l'Arkansas, avant d'être enterrée au Haven of Rest Cemetery / Cimetière du havre du repos de Little Rock aux côtés de son époux.

### Archives
Les archives de Daisy Bates sont déposées et consultables à la bibliothèque de l'université de l'Arkansas.

## Autobiographie
- (en-US) The Long Shadow of Little Rock : A Memoir, University of Arkansas Press, 1962, réédition 1 février 2007, 260 p. (ISBN 978-1-55728-863-9, lire en ligne)[57]

## Prix et distinction
- 1957 : lauréate du Woman of the Year Award / Prix de la femme de l'année, décerné par le National Council of Negro Women (en)[6],
- 1958 : récipiendaire, avec les Neuf de Little Rock, de la Médaille Spingarn décernée par la NAACP[44],
- 1958 : récipiendaire de la Diamond Cross of Malta /Croix de Malte de diamant décernée par la Philadelphia Cotillion Society[3], la plus ancienne société culturelle afro-américaine[58],
- 1984 : élévation au grade de docteur honoris causa par l'université de l'Arkansas à Fayetteville[59],
- 1984 : lauréate du Candace Award (en), décerné par la National Coalition of 100 Black Women,
- 1988 : lauréate de l'American Book Award pour la réédition de son essai The Long Shadow of Little Rock [60],
- 1999 : récipiendaire, à titre posthume, de la Médaille d'or du Congrès, par le président William Jefferson « Bill » Clinton[61].

## Hommages
Le 3 janvier 2001 la maison de Daisy Bates est inscrite au National Register of Historic Places / Registre national des lieux historiques,.
En 2010, sort le film de Sharon LaCruise Daisy Bates : First Lady of Little Rock, avec Angela Bassett dans le rôle de Daisy Bates,,.
Le 26 mars 2019, le gouverneur de l'Arkansas, Asa Hutchinson, décide que deux statues seront érigées dans le National Statuary Hall du Capitol des États-Unis à Washington, l'une représentant le chanteur Johnny Cash et l'autre Daisy Bates, en remplacement des statues d'U. M. Rose (en) et de James P. Clark,,.

## Pour approfondir

#### Notices dans des encyclopédies et manuels de références
- (en-US) Jessie Carney Smith (dir.), Notable Black American Women, vol. 1, Detroit, Michigan, Gale Research, 1er novembre 1991, 1334 p. (ISBN 9780810347496, lire en ligne), p. 64-68,
- (en-US) Gayle J. Hardy (dir.), American Women Civil Rights Activists: Biobibliographies of 68 Leaders, 1825-1992, Jefferson, Caroline du Nord, McFarland & Company, 1er août 1993, 483 p. (ISBN 9780899507736, lire en ligne), p. 32-35,
- (en-US) Shirelle Phelps (dir.), Contemporary Black Biography, vol. 13, Detroit, Michigan, Gale Research, 10 décembre 1996, 303 p. (ISBN 9780787601010, lire en ligne), p. 28-31,
- (en-US) African American Biography, vol. 1. A-D, Detroit, Michigan, UXL, 1994, rééd. 1999, 225 p. (ISBN 9780787635633, lire en ligne), p. 50-53,
- (en-US) Anne Commire (dir.), Women in World History, Volume 2: Ba-Brec, Waterford, Connecticut, Yorkin Publications / Gale Cengage, 13 septembre 1999, 920 p. (ISBN 9780787640613, lire en ligne), p. 224-229,
- (en-US) R. Kent Rasmussen (dir.), The African American Encyclopedia, vol. 1. Aar-Bla, New York, Cavendish Square Publishing, 30 janvier 2001, 292 p. (ISBN 9780761472094, lire en ligne), p. 220-221,
- (en-US) Kathleen J. Edgar, Determination, Boston, Learning Challenge, 1er août 2003, 136 p. (ISBN 9781592030576, lire en ligne), p. 24-30,
- (en-US) Colin A. Palmer (dir.), Encyclopedia of African-American Culture and History : The Black Experience in the Americas, vol. 1. A-B, Detroit, Michigan, MacMillan Reference Library, 1er décembre 2006, 397 p. (ISBN 9780028658186, lire en ligne), p. 224-225,
- (en-US) John H. Moore (dir.), Encyclopedia of Race and Racism, vol. 1. A-F, Detroit, Michigan, MacMillan Reference Library, 1er janvier 2008, 505 p. (ISBN 9780028660233, lire en ligne), p. 164-165,
- (en-US) Paul Finkelman (dir.), Encyclopedia of African American History, 1896 to the Present : From the Age of Segregation to the Twenty-First Century, vol. 1. A-C, New York, Oxford University Press, USA, 2 février 2009, 533 p. (ISBN 9780195167795, lire en ligne), p. 157-158. ,
- (en-US) Henry Louis Gates Jr. (dir.), African American National Biography, vol. 1, Aaron- Blake, New York, Oxford University Press, USA, 5 décembre 2012, 577 p. (ISBN 9780199920785, lire en ligne), p. 403-405. ,
- (en-US) Patrick L. Mason (dir.), Encyclopedia of Race and Racism, vol. 1. A-C, Detroit, Michigan, MacMillan Reference Library, 28 février 2013, 495 p. (ISBN 9780028661759, lire en ligne), p. 214-216,

#### Essais et biographies
- (en-US) Darin David Barney, Daisy Bates : Civil Rights Crusader, North Haven, Connecticut, Linnet Books, 15 mai 2003, 128 p. (ISBN 9780208025135, lire en ligne).
- (en-US) Amy Polakow, Daisy Bates : Civil Rights Crusader, North Haven, Connecticut, Linnet Books, 2003, 128 p. (ISBN 9780208025135, lire en ligne)
- (en-US) Grif Stockley, Daisy Bates : Civil Rights Crusader from Arkansas, University Press of Mississippi, 9 avril 2012, 352 p. (ISBN 978-1-61703-724-5)

#### Articles
- bois(en-US) Jesse H. Roy, « Pinpoint Portrait of Daisy Bates », Negro History Bulletin, vol. 25, no 3,‎ décembre 1961, p. 63 (1 page) (lire en ligne ),
- (en-US) Wiley A. Branton, « Little Rock Revisited: Desegregation to Resegregation », The Journal of Negro Education, vol. 52, no 3,‎ été 1983, p. 250-269 (20 pages) (lire en ligne ),
- (en-US) Carolyn Calloway-Thomas et Thurmon Garner, « Daisy Bates and the Little Rock School Crisis: Forging the Way », Journal of Black Studies, vol. 26, no 5,‎ mai 1996, p. 616-628  (13 pages) (lire en ligne ),
- (en-US) « Daisy Lee Gatson Bates 1914-1999 », The Journal of Blacks in Higher Education, no 26,‎ hiver 1999-2000, p. 44 (1 page) (lire en ligne ),
- (en-US) Linda Reed, « The Legacy of Daisy Bates », The Arkansas Historical Quarterly, vol. 59, no 1,‎ 2000, p. 76-83 (8 pages) (lire en ligne ). ,
- (en-US) Karen Anderson, « The Little Rock School Desegregation Crisis: Moderation and Social Conflict », The Journal of Southern History, vol. 70, no 3,‎ août 2004, p. 603-636 (34 pages) (lire en ligne ),
- (en-US) Misti Nicole Harper, « Portrait of (an Invented) Lady: Daisy Gatson Bates and the Politics of Respectability », The Arkansas Historical Quarterly, vol. 78, no 1,‎ printemps 2019, p. 32-56  (25 pages) (lire en ligne ),

### Articles Wikipédia connexes
- Lois Jim Crow
- Ségrégation raciale aux États-Unis
- Mouvements des droits civiques aux États-Unis
- Mouvement afro-américain des droits civiques
- Mouvement des droits civiques aux États-Unis depuis 1954
- National Association for the Advancement of Colored People
- Brown v. Board of Education
- Neuf de Little Rock
- Orval Faubus
- Marche sur Washington pour l'emploi et la liberté
- Anna Arnold Hedgeman